# Sassacus papenhoei
Sassacus papenhoei là một loài nhện trong họ Salticidae.
Loài này thuộc chi Sassacus. Sassacus papenhoei được Elizabeth Maria Gifford Peckham & George William Peckham miêu tả năm 1895.